# Estrella Estévez
Dayris Estrella Estévez Carrera (Yaruquí, 7 de junio de 1972) es una activista transgénero ecuatoriana. Fue una de las fundadoras de la Asociación Coccinelle, primera organización trans en la historia de Ecuador y una de las protagonistas en 1997 del proceso para lograr la despenalización de la homosexualidad en Ecuador. Adicionalmente, tras una larga batalla judicial se convirtió en 2009 en la primera mujer transgénero en el país en lograr cambiar su cédula de identidad para mostrar su sexo como femenino. Este hecho es considerado un hito en la lucha por los derechos LGBT en Ecuador.

## Biografía
Nació el 7 de junio de 1973 en la parroquia rural Yaruquí, perteneciente a Quito, en una familia de bajos recursos económicos de nueve hermanos. Desde los cinco años empezó a reconocerse como mujer, por lo que sufrió acoso escolar durante sus años de educación, particularmente tras adoptar vestimenta femenina. No obstante, su familia siempre aceptó su condición de transgénero e intentaron protegerla durante su juventud.
Debido a su identidad de género tuvo problemas para obtener su título de bachiller, por lo que tuvo que acudir al entonces ministro de educación, Raúl Vallejo.

### Formación de Coccinelle
Durante la década de los 90 sufrió abusos y discriminación por parte de la policía a causa de su identidad de género, incluyendo una ocasión en que fue apresada mientras compraba el periódico y luego insultada y empujada por los gendarmes. Estas detenciones arbitrarias contra personas pertenecientes a la diversidad sexual eran comunes en ese entonces, por lo que en 1997 Estévez comenzó a reunir a otras mujeres transgénero en las calles e invitarlas a que fueran a la Asamblea Permanente por los Derechos Humanos (APDH) a contar sus experiencias y los abusos de los que eran víctimas. Estévez ya conocía de la APDH debido a que tres años antes, Alexis Ponce, representante de la APDH, la había ayudado en una denuncia al diario La Hora, aunque finalmente habían perdido la demanda. Luego de una primera reunión entre estas mujeres trans y Ponce, las presentes decidieron articularse para protestar por los abusos. Esta agrupación dio lugar a la Asociación Coccinelle, que fue la primera organización trans en la historia del país y que tuvo como fundadores, además de Estévez, a Gonzalo Abarca y Purita Pelayo.
A raíz de los eventos ocurridos durante la Redada del bar Abanicos, que tuvo lugar el 14 de junio de 1997, Coccinelle y otras organizaciones LGBT se articularon en un solo frente para buscar la despenalización de la homosexualidad en Ecuador, que en ese entonces estaba criminalizada con una pena de 4 a 8 años en el artículo 516 del Código Penal. Tras discutir posibles estrategias para lograr la despenalización, decidieron presentar una demanda de inconstitucionalidad contra el artículo 516, para lo que necesitaban recolectar 1000 firmas de apoyo. Coccinelle fue la cara visible de este proceso y realizó jornadas de recolección de firmas en sitios como la Plaza Grande o la Universidad Central, en los cuales participó Estévez y otras compañeras transgénero, quienes montaban una mesa y varias sillas para explicar sus peticiones y recoger firmas de los transeúntes. El 25 de noviembre del mismo año, el Tribunal Constitucional declaró inconstitucional el primer inciso del artículo 516, con lo que la homosexualidad en Ecuador quedó despenalizada.

### Cambio de sexo en la cédula
El intento de Estévez por conseguir que el Estado reconozca su nombre y su identidad de género inició en 2001. Ante las negativas del Registro Civil, decidió presentar en 2007 una queja ante la Defensoría del Pueblo, la misma que fue contestada a su favor el 24 de enero de 2008 en la resolución 24-DNJ-2008-LRA, que impelía al Registro Civil a reconocer su identidad de género. El Registro Civil aceptó en marzo del mismo año cambiar su nombre a Estrella Estévez, pero se negó a cambiar su sexo a femenino. El 6 de marzo de 2009 se emitió el acuerdo ministerial N. 33, que pedía al Registro Civil reconsiderar su decisión, pero el director del mismo se ratificó en su negativa, afirmando que el cambio iría en contra de los artículos 84 y 89 de la Ley de Registro Civil.
Ante la respuesta del Registro Civil, Estévez presentó una acción de protección en el juzgado noveno de lo civil de Pichincha, pero el juez no dio lugar a la misma. Seguidamente decidió apelar este dictamen ante la Corte Provincial de Justicia de Pichincha. El 25 de septiembre de 2009, el juez Ramiro García emitió el dictamen de la apelación a favor de Estévez, ordenando al Registro Civil la inmediata inscripción de su sexo como femenino. García basó su dictamen en el artículo 66 de la Constitución, que garantizaba el derecho a la identidad personal, además del derecho a la igualdad sin importar la identidad de género. La sentencia incluyó una cláusula que indicaba que el Estado tendía que dar las facilidades para la cirugía de reasignación de sexo de Estévez.
El 22 de octubre de 2009 finalmente se cumplió la sentencia y Estévez obtuvo su nueva cédula de identidad que mostraba su sexo como femenino. El hecho fue recogido por medios nacionales e internacionales. A pesar de que el caso ha sido mencionado como la primera instancia en el país de un cambio de sexo a femenino en la cédula de identidad tanto por el Registro Civil como por otras autoridades, existen reportes de otros casos ocurridos en años anteriores, aunque ninguno de ellos saltó a la palestra pública y requirieron una cirugía de reasignación de sexo antes de que las peticiones fueran aceptadas por jueces.
Luego de los hechos, la Defensoría del Pueblo pidió a la Corte Constitucional que asumiera el fallo del juez García como un precedente vinculante, pero la Corte no respondió a la petición.